# Viktória Ferenc
Viktória Ferenc (maďarsky Ferenc Viktória, ukrajinsky Вікторія Стефанівна Ференц, Wiktorija Stefaniwna Ferenc; * 1984, Pallo) je maďarsko–ukrajinská lingvistka, pravicová politička a vysokoškolská pedagožka. 
Od července 2024 poslankyně Evropského parlamentu zvolená za stranu Fidesz – Maďarská občanská unie a zasedající ve frakci Patrioti pro Evropu. 

## Biografie
Narodila se roku 1984 do maďarské rodiny v etnicky většinově maďarské obci Pallo poblíže maďarsko–slovensko–ukrajinského trojmezí na Zakarpatské ukrajině v tehdejším Sovětském svazu. V letech 2001 až 2006 studovala oboro anglický jazyk a literatura – historie na Podkarpatské maďarské vysoké škole Františka II. Rákócziho (II. Rákóczi Ferenc Kárpátaljai Magyar Főiskola) v Berehove. Poté absolvovala doktorské studium aplikované sociolingvistiky na univerzitě v jihomaďarském městě Pécs (Pětikostelí), kde v roce 2012 získala doktorát. Poté pracovala jako výzkumná asistentka v Národním výzkumném ústavu pro politiku. Od roku 2016 byla také členkou redakční rady časopisu Kisebbségi Szemle a časopisu Hungarian Journal of Minority Studies. Od roku 2020 působí jako pedagožka na Podkarpatské maďarské vysoké škole Františka II. Rákócziho v Berehově na Zakarpatské Ukrajině.
Je autorkou či spoluautorkou řady odborných publikací.

### Politická kariéra
V maďarských volbách do Evropského parlamentu v roce 2024 kandidovala na 7. místě kandidátní listiny pravicové koalice Fidesz–KDNP, jako kandidátka za "podkarpatské Maďary“. Byla zvolena europoslankyní s mandátem do roku 2029 a zasedá v parlamentní skupině Patrioti pro Evropu (P4E). 

## Soukromý život
Hovoří anglicky, maďarsky, španělsky a ukrajinsky. 
Je držitelkou maďarského i ukrajinského státního občanství, což je zcela běžná praxe u příslušníků maďarské menšiny na Ukrajině. Po své předchůdkyni Andree Bocskor je tedy v pořadí druhou Ukrajinkou zvolenou za poslankyni v Evropském parlamentu.